# Сен-Луи (Сенегал)
Сен-Луи (на френски: Saint Louis) е град и столица на област Сен-Луи в Сенегал. Намира се в северозападната част на страната, близо до устието на река Сенегал и на 320 km северно от столицата Дакар. Населението му към 2005 г. възлиза на 176 000 души. Сен-Луи е столица на френската колония Сенегал от 1673 до 1902 г., както и на Френска Западна Африка от 1895 до 1902 г., когато столицата е преместена в Дакар. От 1920 до 1957 г. служи като столица и на съседната колония Мавритания.

## История
Волофско селище, намиращо се на днешната територия на града, датира от около 1450 г. и служи като отправна точка за мюсюлманските поклонници, пътуващи към Мека. Португалски, холандски и английски търговски посещават района през следващите два века, но първото колониално укрепление е издигнато от Франция през 1639 г. на остров, намиращ се на 25 km от сегашното селище. Поради честите наводнения, обаче, крепостта е преместена на днешното място на града през 1659 г. По това време, съседният остров е необитаем, тъй като местните жители вярват, че той е обитаван от духове. Местният вожд позволява на французите да се заселят на острова в замяна на годишен данък от три сини дрехи, червени дрехи, седем дълги железни парчета и 10 пинти плодово бренди.
Укреплението позволява на фабриката си да командва чуждестранната търговия по река Сенегал. Изнасят се роби, кожи, пчелен восък, амбра и гума арабика. По време на Седемгодишната война британски войски завземат Сенегал през 1758 г. През февруари 1779 г. френски войски отвоюват обратно града. Към края на 18 век Сен-Луи има около 5000 жители, без да се броят робите в транзит. Градът се превръща във водещ градски център в Субсахарска Африка.
В периода 1659 – 1779 г. девет компании една след друга администрират Сен-Луи. В града се създава характерна градска култура на елегантност, забавление и популярни фестивали.
Луи Федерб, който става губернатор на Сенегалската колония през 1854 г., допринася много за развитието и модернизацията на Сен-Луи. Неговите мащабни проекти включват построяването на мостове, осигуряването на прясна питейна вода и построяването на телеграфна линия до Дакар. През 1895 г. Сен-Луи става столица на Френска Западна Африка, но губи статута си през 1902 г. в полза на Дакар. Така богатството на града започва да намалява, докато това на Дакар нараства.
Достъпът до пристанището на града става все по-неудобен, а разпространяването на параходите и завършването на железопътната линия до Дакар през 1885 г. означава, че търговията с вътрешността на страната вече не се нуждае от пристанището. Въпреки сравнително малобройното си население, Сен-Луи доминира в сенегалския политически живот през 19 век и началото на 20 век.
След като Сенегал става независима държава, а Дакар става нейна столица, Сен-Луи изпада в състояние на летаргия. С тръгването на френското население и военни части, много от магазините и компаниите в града затварят врати. Това води до безработица и по-малко инвестиции в икономическите дейности на града, което довежда до икономически упадък.
През 2000 г. градът е вписан в списъка на световното културно и природно наследство на ЮНЕСКО.

## География
Сен-Луи е разположен в северозападната част на Сенегал, близо до границата с Мавритания, макар най-близкият граничен пункт да е при Росо на 100 km срещу течението на река Сенегал.
Сърцето на стария колониален град се намира на тесен остров в реката, дълъг 2 km и широк 400 m. Континенталната част на града се намира източно от реката и е обградена от солени тресавища, които се захранват от преливането на реката през влажния сезон. През сухия сезон са възможни пясъчни бури.

### Климат
Климатът в Сен-Луи е горещ пустинен. Има само два сезона: влажен от юни до октомври и сух от ноември до май. Проучване от 2011 г. описва Сен-Луи като африканският град, който е най-застрашен от покачващото се ниво на световния океан.
| Климатични данни за Сен-Луи           | Климатични данни за Сен-Луи | Климатични данни за Сен-Луи | Климатични данни за Сен-Луи | Климатични данни за Сен-Луи | Климатични данни за Сен-Луи | Климатични данни за Сен-Луи | Климатични данни за Сен-Луи | Климатични данни за Сен-Луи | Климатични данни за Сен-Луи | Климатични данни за Сен-Луи | Климатични данни за Сен-Луи | Климатични данни за Сен-Луи | Климатични данни за Сен-Луи |
| Месеци                                | яну.                        | фев.                        | март                        | апр.                        | май                         | юни                         | юли                         | авг.                        | сеп.                        | окт.                        | ное.                        | дек.                        | Годишно                     |
| Абсолютни максимални температури (°C) | 38                          | 41                          | 42                          | 45                          | 43                          | 44                          | 38                          | 38                          | 41                          | 42                          | 41                          | 40                          | 45                          |
| Средни максимални температури (°C)    | 30,5                        | 32,2                        | 32,7                        | 31,7                        | 30,3                        | 30,4                        | 30,7                        | 31,5                        | 32,3                        | 33,7                        | 33,4                        | 31,0                        | 31,7                        |
| Средни минимални температури (°C)     | 15,2                        | 16,5                        | 17,4                        | 18,0                        | 19,4                        | 22,4                        | 24,4                        | 25,0                        | 25,1                        | 23,5                        | 19,5                        | 16,4                        | 20,2                        |
| Абсолютни минимални температури (°C)  | 7                           | 7                           | 13                          | 10                          | 12                          | 17                          | 18                          | 20                          | 18                          | 10                          | 8                           | 11                          | 7                           |
| Средни месечни валежи (mm)            | 1,5                         | 1,9                         | 0,2                         | 0                           | 0,1                         | 6,8                         | 40,2                        | 94,3                        | 92,3                        | 23,0                        | 0,3                         | 0,7                         | 261,3                       |
| Средно количество слънчеви часове     | 241.8                       | 238.0                       | 275.9                       | 285.0                       | 282.1                       | 222.0                       | 244.9                       | 248.0                       | 228.0                       | 260.4                       | 246.0                       | 232.5                       | 3004.6                      |
| ------------------------------------- | --------------------------- | --------------------------- | --------------------------- | --------------------------- | --------------------------- | --------------------------- | --------------------------- | --------------------------- | --------------------------- | --------------------------- | --------------------------- | --------------------------- | --------------------------- |
| Източник: NOAA                        |                             |                             |                             |                             |                             |                             |                             |                             |                             |                             |                             |                             |                             |

## Икономика
След признаването на културното богатство на града от ЮНЕСКО, основен отрасъл в града става туризма. Освен това той е търговски и промишлен център за производство на захар. Развити са селското стопанство и риболовът. Всяка от икономическите дейности се развива от определена етническа група.